# Christian Vander
Christian „Kiki“ Vander (* 24. Oktober 1980 in Willich) ist ein ehemaliger deutscher Fußballtorwart und heutiger -trainer.

## Karriere
Vander fing bereits mit vier Jahren bei Blau-Weiß Anrath (dem heutigen Viktoria Anrath) mit dem Fußballspielen an. Zunächst als Feldspieler eingesetzt, wurde er später von seinem Vater und Trainer zum Torwart umgeschult. Über den 1. FC Viersen wechselte er 1996 in die Jugendabteilung des KFC Uerdingen 05.
Von 2000 bis 2005 spielte er beim VfL Bochum, wo er in fünf Jahren 19 Bundesligaspiele bestritt, sich jedoch nicht gegen den Stammtorwart Rein van Duijnhoven durchsetzen konnte.
2005 wurde er für ein Jahr vom VfL Bochum an Werder Bremen ausgeliehen, dessen Ersatztorwart Tim Wiese sich einen Kreuzbandriss zugezogen hatte. Vor der Saison 2006/07 unterschrieb er bei Bremen einen festen Vertrag, der im Mai 2008 bis 2010 verlängert wurde. Am 21. April 2010 wurde bekannt, dass Vander seinen auslaufenden Vertrag erneut um zwei Jahre bis 2012 verlängert hat.
Ab der Saison 2007/08 war Vander die Nummer 2 hinter Tim Wiese im Tor von Werder Bremen, nachdem der Vertrag von Andreas Reinke nicht verlängert worden war.
Allerdings verlor er diesen Platz an Sebastian Mielitz, weshalb er fortan überwiegend in der zweiten Mannschaft spielte.
Nach der Saison 2012/13 beendete Vander seine aktive Karriere und wechselte in den Trainerstab von Werder Bremen. Seit dem 25. Oktober 2014 ist er Torwarttrainer bei Werder Bremen.

## Erfolge
- DFL-Ligapokal-Sieger 2006 mit Werder Bremen
- DFB-Pokal-Sieger 2008/09 mit Werder Bremen